# MŠK Rimavská Sobota
MŠK Rimavská Sobota là một câu lạc bộ bóng đá Slovakia, đến từ thành phố Rimavská Sobota.

## Câu lạc bộ liên kết
Các câu lạc bộ sau liên kết với MŠK Rimavská Sobota:
- Diósgyőri VTK (2018-)[2]

## Danh hiệu

### Trong nước
- Slovak Second Division (1993-)
  -  Vô địch (1): 2003-04
  -  Á quân (1):2010-11

## Lịch sử thi đấu giải châu Âu
| Mùa giải | Giải đấu  | Vòng | Quốc gia    | Câu lạc bộ      | Sân nhà | Sân khách | Chung cuộc |
| -------- | --------- | ---- | ----------- | --------------- | ------- | --------- | ---------- |
| 1998     | Intertoto | 1    | Bắc Ireland | Omagh Town F.C. | 1-0     | 2-2       | 3-2        |
| 1998     | Intertoto | 2    | Ý           | Sampdoria       | 0-2     | 1-0       | 1-2        |

## Tài trợ
| Giai đoạn | Nhà sản xuất trang phục | Nhà tài trợ áo đấu |
| --------- | ----------------------- | ------------------ |
| 1998-2003 | Puma                    | TAURIS             |
| 2003-2005 | Legea                   | TAURIS             |
| 2005-2007 | Uhlsport                | TAURIS             |
| 2007-2009 | Diadora                 | không có           |
| 2009-2010 | Jako                    | không có           |
| 2010-?    | Diadora                 | không có           |
| 2013-nay  | Givova                  | CLIPtec            |

## Cầu thủ đáng chú ý
Từng thi đấu cho các đội tuyển quốc gia tương ứng. Các cầu thủ có tên in đậm thi đấu cho đội tuyển quốc gia khi thi đấu cho MŠK.
Về danh sách đầy đủ, xem tại đây
- Martin Dobrotka
- Krisztián Németh
- Attila Pinte
- Jozef Pisár
- Pavol Sedlák
- Lukáš Tesák